# Абдель Халим Хаддам
А́бдель Хали́м Хадда́м (араб. عبد الحليم خدام‎; 15 сентября 1932, Банияс, Государство Алавитов, Французская Сирия — 31 марта 2020, Париж, Франция) — сирийский государственный и политический деятель, бывший член сирийского регионального отделения партии БААС, вице-президент Сирии в 1984—2005 годах. Являлся одним из членов ближайшего окружения президента Сирии Хафеза Асада. Исполнял обязанности президента Сирии в период после смерти Хафеза Асада и до избрания на эту должность Башара Асада.

## Биография
Абдул Халим Хаддам родился 15 сентября 1932 года в Баниясе, суннит по вероисповеданию. Является одним из немногих мусульман-суннитов, которые входили в высшее руководство страны. С конца 1960-х был одним из ближайших соратников Хафеза Асада, в 1969 году участвовал в качестве прокурора в работе специального военного трибунала, который вынес заочно смертный приговор ряду видных сирийских политиков (Амину аль-Хафизу, Салаху ад-Дин аль-Битару, Насиму аль Сафарджалани, Халеду Аль-Хакиму и другим). После прихода Х. Асада к власти с 1970 по 1984 год был министром иностранных дел Сирии, а с 1984 по 2005 год — вице-президентом. В период с 10 июня по 17 июля 2000 года исполнял обязанности президента Сирии, обеспечив переход власти от Х. Асада, скончавшегося 10 июня, к его сыну Башару Асаду. Президентские выборы, на которых Башар одержал победу, носили чисто символический характер, поскольку в них участвовал только один кандидат, набравший 97 % голосов.
После прихода к власти Б. Асада Хаддам и другие члены «старой гвардии» постепенно теряли влияние в правительстве. Официально Хаддам объявил о своей отставке 6 июня 2005 года на конференции правящей партии Баас. Ходили слухи, что Хаддам в 2005 году участвовал в заговоре против Б. Асада, но последний проявил великодушие и позволил бывшему соратнику отца уехать в эмиграцию во Францию, прихватив с собой значительные средства. С 2005 года Хаддам жил в Париже, где написал свои мемуары, в которых резко осудил Б. Асада и его окружение за многочисленные политические ошибки и преступления.
14 января 2006 года Хаддам объявил о формировании «правительства Сирии в изгнании». Являлся наиболее высокопоставленным деятелем Сирии, находящимся в эмиграции. В интервью телевидению Израиля признал, что получал финансовую помощь от США и ЕС с целью свержения нынешнего сирийского режима.
Скончался 31 марта 2020 года в Париже от сердечного приступа на 88-м году жизни.